# 24-Stunden-Rennen auf dem Nürburgring
Das 24-Stunden-Rennen auf dem Nürburgring ist ein 24-Stunden-Rennen für Tourenwagen und Gran-Turismo-Fahrzeuge (hauptsächlich „24h-Spezial“-Rennwagen nach Sonder-Reglement des DMSB). Das Rennen wird seit 1970 auf verschiedenen Varianten des Nürburgrings ausgetragen, seit 1984 auf einer Kombination aus Nordschleife und Grand-Prix-Strecke, die in der seit 2005 genutzten Variante 25,378 km lang ist.
Die erstmalige Austragung war 1970 eine für Breitensportler erschwingliche Ergänzung zum eher professionellen Sportwagenrennen 1000 km Nürburgring.
Eine vergleichbare Veranstaltung ist das 24-Stunden-Rennen von Spa-Francorchamps, das seit 1924 ausgetragen wird.
Im Rahmen des 24-Stunden-Rennens führen normalerweise auch die RCN und andere Serien ihre Rennen durch. Bis 1993 war auch die DTM mit zwei Läufen zu Gast. Veranstalter ist der ADAC Nordrhein, Titelsponsor ist der Schmierstoffhersteller Ravenol, der den Vorgänger TotalEnergies nach der 51. Auflage des Rennens im Jahr 2023 ablöste. Zuvor waren Total bzw. nach der Umfirmierung TotalEnergies im Jahr 2018 an die Stelle des langjährigen Titelsponsors Zurich Gruppe Deutschland getreten.

## Einzigartigkeit

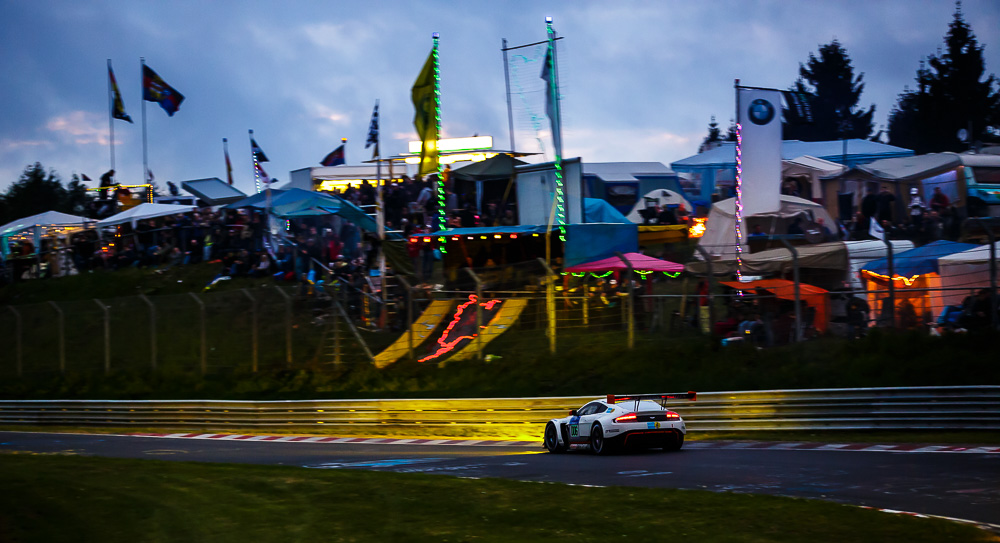
Zuschauer im Bereich Hocheichen im Jahr 2015

Seine Einzigartigkeit erlangt das Rennen in erster Linie durch die gegenwärtig 25,378 km lange Strecke, das flexible Reglement und den Breitensportcharakter. Die Nordschleife des Nürburgrings, ohnehin bekannt als äußerst anspruchsvoll gegenüber Fahrer und Material („Grüne Hölle“), bietet durch ihre Streckenlänge Platz für das enorm große Starterfeld von in der Vergangenheit bis zu 220 Fahrzeugen, das gegenwärtig auf 190 Fahrzeuge begrenzt ist. Rund 700 Fahrer wechseln sich während der 24 Stunden am Steuer der Fahrzeuge ab. Neben reinen Amateuren auf seriennahen Tourenwagen nehmen seit den 2000er Jahren zunehmend auch professionelle Fahrer und Teams mit Gran-Turismo-Fahrzeugen teil.
Seit 1999 erlaubt das Reglement wieder nahezu jedem Fahrzeug einen Start, sofern es die Sicherheitsbestimmungen erfüllt. So starteten zum Beispiel eine Dodge Viper und ein Opel Corsa im selben Rennen, aber natürlich in separaten Wertungsklassen.
Während der Veranstaltung (in der Regel von Montag bis Sonntag) werden rund um die Strecke normale Wiesen oder Freiflächen zum Camping freigegeben. Der Großteil der Zuschauer campiert direkt an der Strecke, ohne den Komfort eines herkömmlichen Campingplatzes wie Strom oder fließendes Wasser. Diese Situation wird mit viel Einfallsreichtum und reichlich Improvisation bewältigt. Insbesondere nachts erinnern die Campingflächen eher an einen Jahrmarkt, was zum besonderen Flair des 24-Stunden-Rennens beiträgt.
Über die Jahre stiegen die Zuschauerzahlen von rund 50.000 auf über 200.000.

## Ablauf

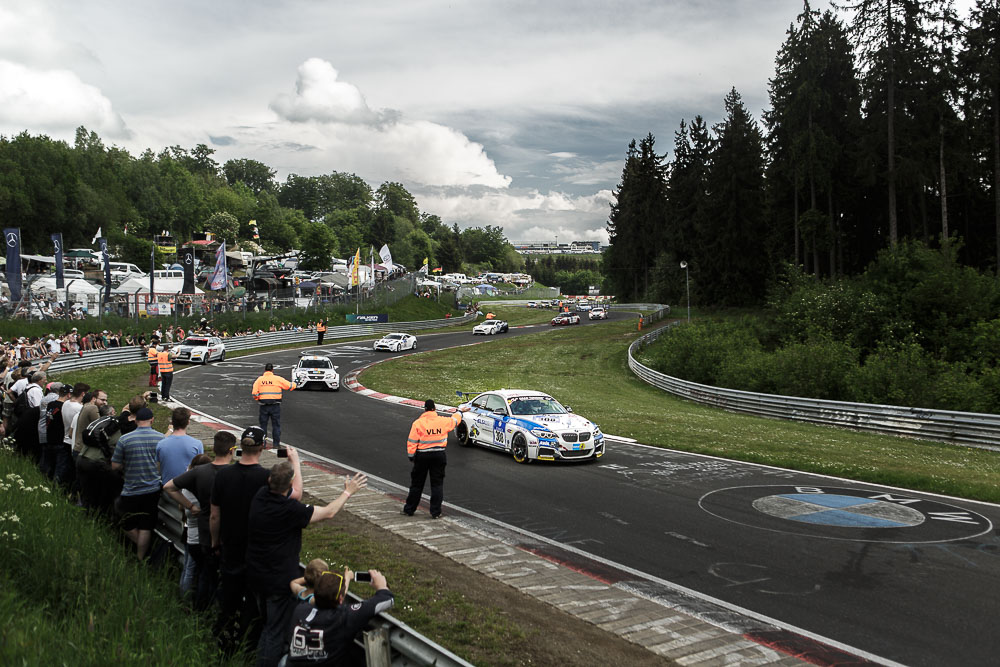
Einführungsrunde zum 24-Stunden-Rennen 2016

Das 24-Stunden-Rennen selbst findet in der Regel an einem Wochenende im Mai oder im Juni von Samstagnachmittag bis Sonntagnachmittag statt. Die Campingplätze für die Zuschauer werden üblicherweise am Montag zuvor um acht Uhr Morgens geöffnet. Auf vorher festgelegten Flächen, die sich zu großen Teilen direkt an der Strecke befinden, können die Besucher dann Autos, Zelte und Wohnwagen aufstellen. Zusätzlich zur gewöhnlichen Campingausrüstung errichten die Fans teils aufwendige Konstruktionen, um einen noch besseren Blick auf die Strecke und das Renngeschehen zu haben und auch um sich vor den Wetterkapriolen der Eifel zu schützen. Diese bestehen aus den unterschiedlichsten Dingen, sehr beliebt sind Baugerüste, kleine Festzelte und Sofas.
Das Programm des Rennens beginnt dann gegen Mitte der Woche mit einer Eröffnungsveranstaltung in Adenau. Auf dem Adenauer Racingday werden die Fahrzeuge des 24-Stunden-Rennens sowie deren Fahrer und Mannschaften vorgestellt. Wenn Rennen des Tourenwagen-Weltcups im Rahmen des 24-Stunden-Rennens durchgeführt werden, sind auch diese Fahrer beim Adenauer Racingday vor Ort.
Der Rennbetrieb wird am Donnerstag aufgenommen. An diesem Tag finden Trainings und Qualifikationsläufe statt. Weitere Rennen im Rahmenprogramm sind u. a. die Rundstrecken-Challenge Nürburgring, der Audi-R8-LMS-Cup oder die Deutsche Formel-4-Meisterschaft.
Am Freitag startet vormittags das 24-Stunden-Classicrennen über drei Stunden auf der Gesamtstrecke. Außerdem werden der zweite Qualifikationslauf und das Top-30-Qualifying für das 24-Stunden-Rennen sowie das erste Rennen des Tourenwagenweltcups abgehalten. Nach Abschluss des Top-Qualifyings findet der traditionelle „Gridwalk“ sowie eine Driftshow in der Müllenbachschleife zur Unterhaltung der Zuschauer statt.
Der Samstag beginnt mit einem weiteren Rennen des Rahmenprogramms auf der Grand-Prix-Strecke sowie zwei Hauptrennen der Tourenwagen auf der Gesamtstrecke. Ab 14:30 Uhr beginnt die Aufstellung der Fahrzeuge des 24-Stunden-Rennens auf der Start- und Zielgeraden. Darauf folgt um 14:35 der Gridwalk. Um 15:10 Uhr gehen die Fahrzeuge hinter jeweils einem Safety Car in drei Gruppen auf die Einführungsrunde um den Gesamtkurs. Um 15:30 Uhr erfolgt der Start zum Rennen, exakt 24 Stunden später endet für alle Rennfahrzeuge mit Erreichen der Start- und Zielgeraden das Rennen. Dabei ist es unerheblich, ob sich das Führungsfahrzeug schon im Ziel befindet.
Die Campingplätze für die Zuschauer bleiben bis Montag, 12 Uhr geöffnet.

## Reglement
Die Größe von Strecke und Starterfeld führen zu einigen Besonderheiten im Ablauf der Veranstaltung.

### Streckenführung und Boxengasse
Die Veranstaltung wurde in den Anfangsjahren aus einer Kombination aus der Nordschleife und der auch Betonschleife genannten Start-und-Ziel-Schleife des Nürburgrings gefahren. Im Zuge des Umbaus des Nürburgrings 1983 pausierte das 24-Stunden-Rennen für ein Jahr, seit dem Jahr 1984 wird das Rennen aus einer Kombination aus Nordschleife und Grand-Prix-Kurs ausgetragen. Die Länge einer Runde des 24-Stunden-Rennens wuchs damit von 22,8 auf 25,4 km. Mitte der 1990er Jahre veränderte sich die Streckenführung durch den Ein- und Umbau der Veedol-Schikane im Bereich der Grand-Prix-Strecke leicht. Die nach der Jahrtausendwende neu gebaute Mercedes-Arena kurz hinter Start und Ziel wurde für das 24-Stunden-Rennen nur in den Jahren 2002, 2003 und 2004 genutzt, seit 2005 folgen die Fahrzeuge hier wieder dem ursprünglichen Streckenverlauf von 1984. In der Veedol-Schikane wird die schnellere Motorradvariante befahren. Die Rundenlänge beträgt aktuell 25,378 km, die Strecke wird im Uhrzeigersinn befahren. Auf der Strecke gibt es seit 2015 fünf Sektoren. Zeitabstände werden trotzdem ausschließlich am Ende jeder Runde gemessen.

Streckenführung ab 1970
Streckenführung ab 1984
Streckenführung ab 1997
Aktuelle Streckenführung seit 2005

In der Boxengasse gilt eine Geschwindigkeitsbeschränkung von 60 km/h. Pro Box werden maximal sieben Fahrzeuge untergebracht.

### Teilnahmevoraussetzungen
Teilnahmevoraussetzung für die Fahrer ist eine Internationale Fahrerlizenz der Stufe C. Fahrer, die erstmals teilnehmen wollen oder länger als fünf Jahre nicht teilgenommen haben, müssen zusätzlich drei Ergebnisse bei VLN-Läufen in den letzten beiden Jahren nachweisen und am Pflichtlehrgang, dem sog. „Nordschleife Permit“, teilnehmen. Maximal ein Rennen kann durch die Teilnahme am Pflichtlehrgang ersetzt werden. Dieser Lehrgang wird auch in der Woche unmittelbar vor dem Rennen angeboten, also zur Zeit der administrativen und technischen Abnahme.
Auf einem Fahrzeug müssen mindestens zwei und können höchstens vier Fahrer genannt werden. Ein Fahrer darf auf maximal zwei Fahrzeugen starten.

### Zugelassene Fahrzeuge

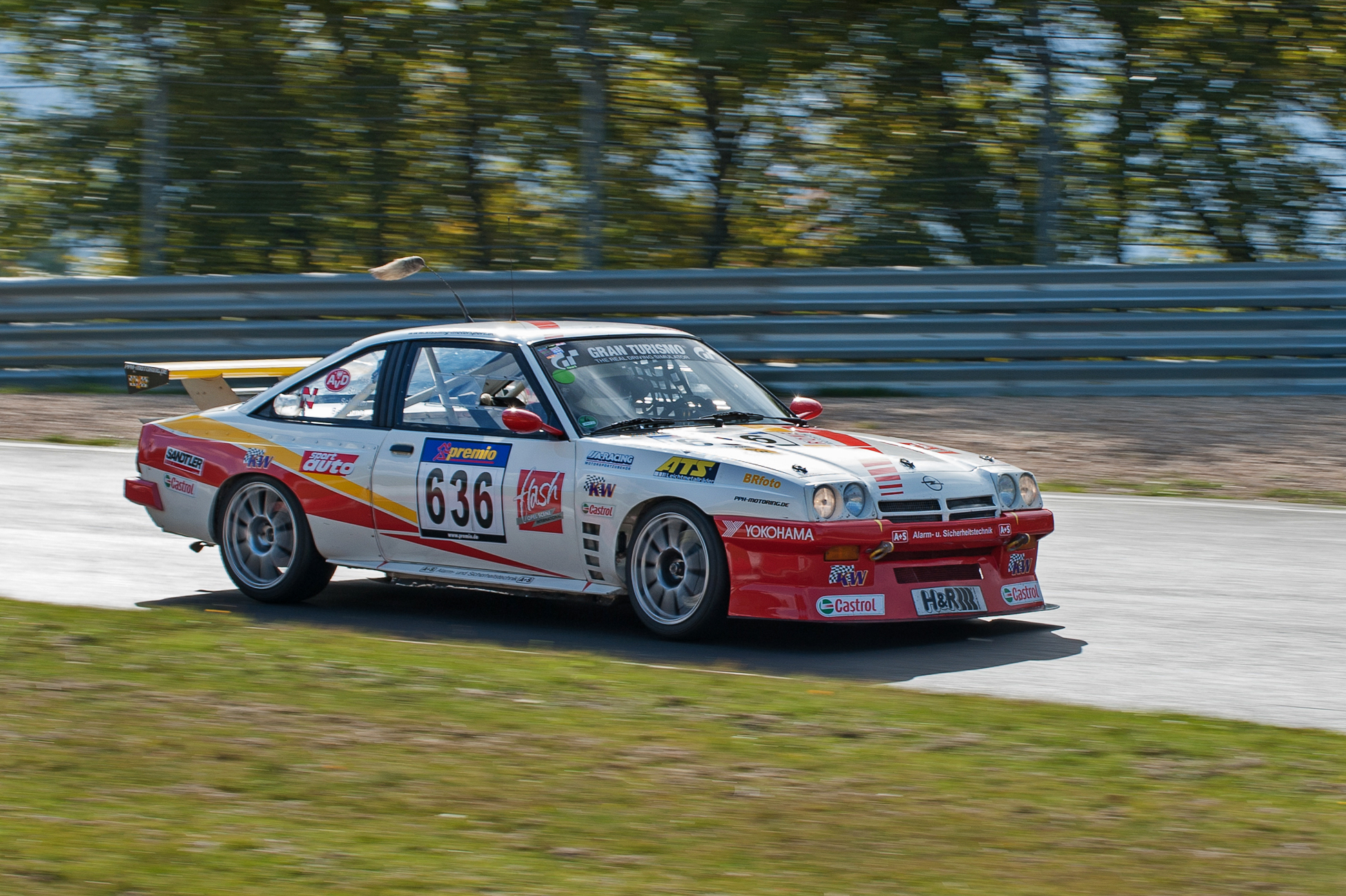
Opel Manta B, der trotz älteren Baujahrs regelmäßig eine Sondergenehmigung für das Rennen bekommt

Zum Training sowie Rennen sind maximal 170 Fahrzeuge zugelassen.
Zugelassen sind ausschließlich Fahrzeuge, deren Produktionszeitraum frühestens 1996 endete. Es kommt dabei auf den Produktionszeitraum des Serienmodells an, nicht auf das Baujahr des im Rennen eingesetzten Fahrzeugs. Fahrzeugmodelle der Produktionsjahre 1990 bis 1995 können auf Einzelantrag zugelassen werden, über Ausnahmen entscheidet der Rennleiter in Absprache mit dem Technikausschuss.
Die Fahrzeuge werden nach dem Grad ihrer Modifikation oder nach ihrem Treibstoff in verschiedene Gruppen eingeteilt. Innerhalb dieser Gruppen werden die Fahrzeuge nach Größe ihres Hubraums in verschiedene Klassen eingeteilt. Die Gruppen und Klassen lauten wie folgt:
| Klasse                                                                     | über cm³    | bis cm³     |
| 24h-Spezial                                                                | 24h-Spezial | 24h-Spezial |
| -------------------------------------------------------------------------- | ----------- | ----------- |
| SP 2T (Turbo)                                                              | 1.350       | 1.600       |
| SP 3                                                                       | 1.750       | 2.000       |
| SP 3T (Turbo)                                                              | 1.600       | 2.000       |
| SP 4                                                                       | 2.000       | 2.500       |
| SP 4T (Turbo)                                                              | 2.000       | 2.600       |
| SP 5                                                                       | 2.500       | 3.000       |
| SP 6                                                                       | 3.000       | 3.500       |
| SP 7                                                                       | 3.500       | 4.000       |
| SP 8                                                                       | 4.000       | 6.250       |
| SP 8T (Turbo)                                                              | 2.500       | 4.000       |
| SP 9 (FIA-GT3), entspr. FIA-GT3-Homologation                               |             |             |
| SP9-LG (last Generation), Fahrzeuge Gruppe GT3 bis Homologationsnummer 036 |             |             |
| SP 10 (SRO-GT4), entspr. SRO-GT4-Homologation                              |             |             |
| SP-X, Zulassung nur auf Sonderantrag                                       |             |             |
| SP-Pro, Fahrzeuge ohne Anerkennung des Motors als seriennah                |             |             |
| AT                                                                         |             |             |
| Fahrzeuge mit alternativen Treibstoffen, Zulassung nur auf Sonderantrag    |             |             |
| VLN-Serienwagen                                                            |             |             |
| V 2                                                                        | 1.750       | 1.800       |
| V 2T (Turbo)                                                               |             |             |
| V 3                                                                        | 1.800       | 2.000       |
| V 3T (Turbo)                                                               |             |             |
| V 4                                                                        | 2.000       | 2.500       |
| V 5                                                                        | 2.500       | 3.000       |
| V 6                                                                        | 3.000       | 3.500       |
| TCR                                                                        |             |             |
| Fahrzeuge mit TCR-Homologation                                             |             |             |
| Cup-Klassen                                                                |             |             |
| Cup 3, Fahrzeuge der Cayman GT4-Trophy by Manthey Racing                   |             |             |
| Cup 5, Fahrzeuge des BMW M240i Racing-Cups 2019                            |             |             |
| Cup X, Fahrzeuge des KTM X-Bow-Cups 2019                                   |             |             |

Falls in einer der ausgeschriebenen Hubraumklassen weniger als drei Fahrzeuge genannt werden, kann die Hubraumklasse mit der nächsthöheren der gleichen Gruppe zusammengelegt werden.
Für die Fahrzeuge in den verschiedenen Klassen gelten unterschiedliche technische Bestimmungen.
Für alle Fahrzeuge der Klassen SP10, SP9, SP9-LG, SP-Pro und SP-X werden vom Veranstalter bis zum Rennstart Veränderungen vorgenommen, um Chancengleichheit herzustellen. Im Rahmen der Balance of Performance werden das Mindestgewicht, das maximal zulässige Tankvolumen, der Tankdurchflussrestriktor, Maße des Heckflügels und die maximale Motorleistung geprüft und gegebenenfalls angepasst.

### Zeittraining/Top-30-Qualifying

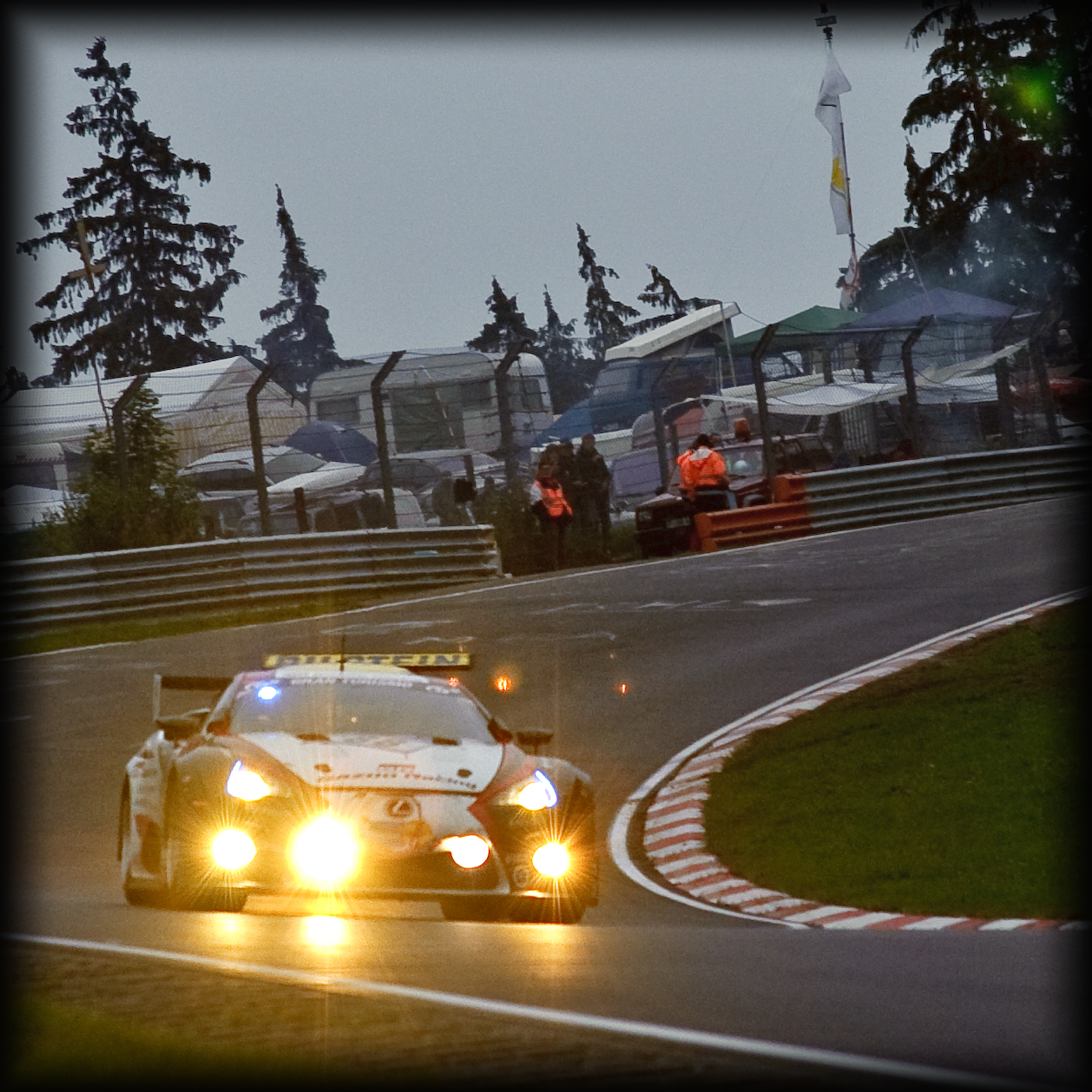
Blaue Leuchtdioden dienen bei Nacht der Identifizierung schneller Fahrzeuge

Im Zeittraining darf die Anbindung zur GP-Strecke (Coca-Cola-Kurve) genutzt werden, damit vor der Zeiterfassung nicht eine komplette Runde über die Nordschleife gefahren werden muss. Zur Zulassung zum Rennen müssen alle Fahrer mit jedem Auto, auf dem sie genannt sind, im Zeittraining mindestens zwei gezeitete Runden fahren. Zum Rennen werden nur Fahrzeuge zugelassen, die mindestens die Qualifikationszeit von 120 % des jeweiligen Klassenbesten erreicht haben. Die schnellste Zeittrainings-Runde eines Fahrzeugs, das nicht das Top-30-Qualifying erreicht hat, entscheidet über die Startposition in seiner Startgruppe im Rennen.
Im Anschluss an das Zeittraining findet das Top-30-Qualifying statt. Teilnahmeberechtigt sind die jeweils zehn bestplatzierten Fahrzeuge aus dem Zeittraining sowie die fünf bestplatzierten Fahrzeuge im Rennen des 24h-Qualifikationsrennen im Vorfeld des 24-Stunden-Rennens. Außerdem zum Top-30-Qualifying werden jeweils die vier Bestplatzierten aus den VLN-Rennen im Vorfeld des 24h-Rennens eingeladen. Die übrigen der 30 insgesamt Plätze werden mit den schnellsten Fahrzeugen aus dem Zeittraining des 24-Stunden-Rennens aufgefüllt. Im Top-30-Qualifying starten die Fahrzeuge in einer ausgelosten Reihenfolge im Abstand von jeweils 10 Sekunden in die Aufwärmrunde. Die Anbindung zur GP-Strecke (Coca-Cola-Kurve) darf nicht genutzt werden. Im Anschluss an die Aufwärmrunde darf jedes Fahrzeug zwei gezeitete Runden absolvieren. Die schnellste Runde aus dem Top-30-Qualifying entscheidet über die Startposition des jeweiligen Fahrzeugs in seiner Startgruppe im Rennen. In den Fahrzeugen müssen im Rennen hinter der Frontscheibe blaue Leuchtdioden angebracht werden, die vor allem bei Nacht der besseren Erkennbarkeit von schnellen Fahrzeugen dienen.

### Rennen

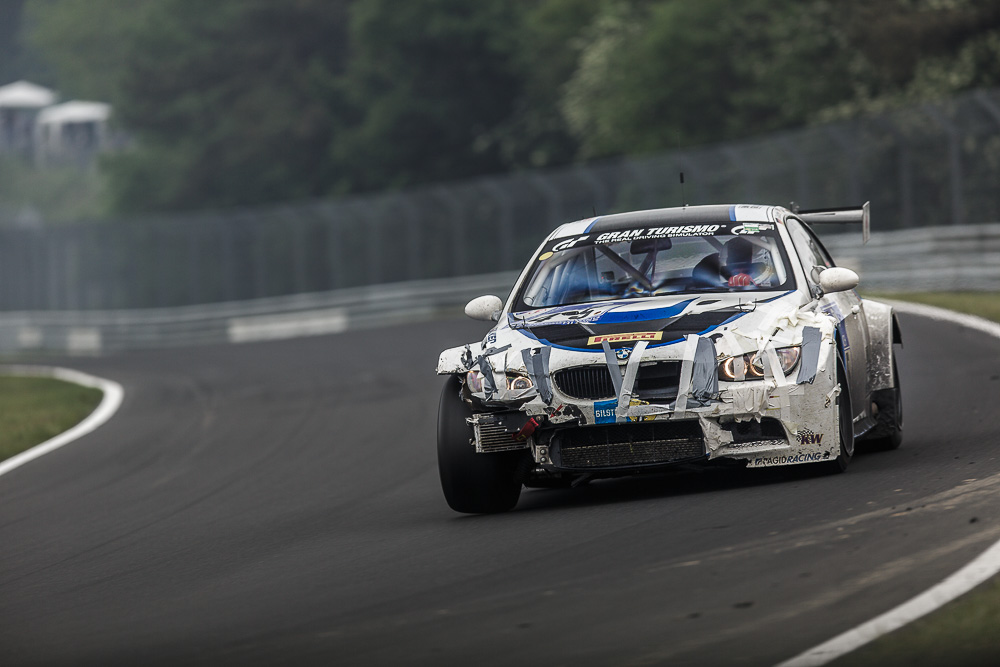
Notdürftig repariertes Fahrzeug

Das Feld startet in bis zu drei Startgruppen mit jeweils maximal 70 Fahrzeugen. Die Startgruppen werden jeweils von einem eigenen Safety Car über eine Einführungsrunde geführt, auf welche ein fliegender Start folgt.
Jeder Fahrer darf im Rennen maximal drei Stunden ohne Ablösung fahren. Nach dem Fahrerwechsel muss der ausgestiegene Fahrer eine Mindestruhepause von zwei Stunden einlegen.
Für alle Fahrzeuge der Klassen SP6, SP7, SP8, SP8T, SP9 (FIA-GT3), SP9-LG, SP-Pro und SP-X sind Mindestboxenzeiten vorgeschrieben. Diese vergrößern sich mit zunehmender Anzahl der gefahrenen Runden des Rennabschnitts, welcher mit dem letzten Verlassen der Boxengasse begonnen und mit der Einfahrt in die Boxengasse beendet wurde. Die Mindestboxenzeiten werden zwischen der Boxeneinfahrtslinie und der Boxenausfahrtslinie gemessen. In den letzten 30 Minuten des Rennens ist die Regelung außer Kraft gesetzt.
Reparaturen an einem liegengebliebenen Fahrzeug dürfen nur abseits der Rennstrecke und nur von dessen Fahrer und nur unter Verwendung der im Fahrzeug befindlichen Werkzeuge und Ersatzteile ausgeführt werden. Helfer dürfen nur im Fahrerlager oder an den Boxen am Fahrzeug tätig sein. Liegengebliebene Fahrzeuge können durch ein Abschleppfahrzeug des Veranstalters oder durch das Team dorthin zurücktransportiert und dort repariert werden. Das Rennen darf daraufhin wieder aufgenommen werden.
Zur Absicherung von Unfall- und Gefahrenstellen werden Intervention-Cars mit gelben Rundumleuchten dorthin geschickt. Bei Gelber Flagge gilt grundsätzliches Überholverbot. Darüber hinaus wird den Fahrern mit Doppelt Gelb (120 km/h) sowie Code60 (60 km/h) ein Geschwindigkeitslimit vorgeschrieben, welches via GPS Auge kontrolliert wird. Safety-Car-Phasen gibt es dagegen nicht. Bei schweren Zwischenfällen und Unwetter kann der Rennleiter das Rennen an der Start- und Ziellinie unterbrechen. Während einer Unterbrechung bestehen keine Parc-Fermé-Bedingungen, das heißt, an den Fahrzeugen dürfen Service- und Reparaturarbeiten vorgenommen werden.

### Wertung
Seit der Auflage 2022 wird nach Ablauf der 24 Stunden zuerst der Gesamtführende an der Ziellinie abgewunken, erst dann alle anderen Teilnehmer. Diese platzieren sich dann nach Anzahl der gefahrenen Runden.
Bei gleicher Rundenzahl entscheidet die Reihenfolge der letztmaligen Durchfahrt über die Ziellinie. Es werden ein Gesamtklassement sowie Klassenwertungen für die Fahrzeuge jeder Klasse aufgestellt.
Zuvor wurden die Fahrzeuge unabhängig von ihrer Position im Rennen nach Überqueren der Ziellinie abgewunken. Dies hatte in der Vergangenheit wiederholt zu gefährlichen Situationen geführt, als weiter zurückliegende Teilnehmer auf der rund drei Kilometer langen Gerade Döttinger Höhe oder kurz vor der Ziellinie stark verzögert hatten, um sich von den führenden Fahrern überholen zu lassen und nicht noch eine weitere Runde fahren zu müssen.
Für die Wertung im Gesamtklassement und in der jeweiligen Klassenwertung müssen die Teilnehmer nach Ablauf der 24 Stunden innerhalb von 20 Minuten die Ziellinie überquert haben; ob sie in der Zwischenzeit durchgehend gefahren sind, hat keine Bedeutung. Außerdem werden Teilnehmer nur gewertet, wenn sie mindestens die Hälfte der zurückgelegten Rundenzahl des Gesamtsiegers erreicht haben.

## Geschichte

### Anfänge (1970 bis 1982)
Schon vor 1970 gab es mehrere lange Veranstaltungen auf dem Nürburgring, auch drei über 24 Stunden, jedoch waren dies eher Rallyes, Gleichmäßigkeits- oder Zuverlässigkeitsprüfungen. Die Premierenveranstaltung am 27. und 28. Juni 1970 als echtes Rundstreckenrennen gewann Hans-Joachim Stuck zusammen mit Clemens Schickentanz. 1971 erzielte Stuck auf einem Zweiliter-BMW die Trainingsbestzeit mit einem Schnitt von ca. 145 km/h, der Rennschnitt lag bei 119 km/h. Im Folgejahr stiegen die Schnitte auf 148,5 km/h bzw. 137,8 km/h.
1973 gewann Niki Lauda das 24-Stunden-Rennen, wobei in diesem Jahr nachts eine achtstündige Ruhepause eingelegt wurde. Seine schnellste Rennrunde auf einem Dreiliter-BMW entsprach mit 8:39,6 Minuten in etwa der Rundenzeit eines Vierliter-Porsche im Jahr 2009; sein Schnitt lag aber mit 158 km/h fast 20 km/h niedriger, als dies die heutigen Gegebenheiten auf der längeren Streckenvariante ermöglichen.
Bedingt durch die Ölkrise fielen zwei 24-Stunden-Rennen aus. Danach blieben vorerst die Amateure unter sich; die Fahrleistungen lagen 1978 unter denen von 1972. Erst Anfang der 1980er-Jahre interessierten sich auch die Werke und Profis wieder für das 24-Stunden-Rennen, so auch Klaus Ludwig, der 1979 die 24 Stunden von Le Mans gewonnen hatte.
1982 sollte der Nürburgring direkt nach dem 24-Stunden-Rennen im Herbst umgebaut werden. Die Veranstalter bemühten sich für diesen Abschied um namhafte Fahrer, die zusammen mit Nürburgring-Spezialisten sowie Journalisten wie Norbert Haug auf einigen identischen Ford Capri starten sollten. Niki Lauda wurde die Teilnahme von seinem Formel-1-Teamchef Ron Dennis untersagt, aber der neue Formel-1-Weltmeister Keke Rosberg nahm teil, zumindest tagsüber, nachts fuhr der amtierende Rallye-Weltmeister Ari Vatanen. Manfred Winkelhock war Trainingsschnellster. 1983 fand kein 24-Stunden-Rennen statt, denn es war nur noch die verkürzte Nordschleife vorhanden, die mit provisorischen Boxenanlagen an der Tribüne 13 ausgestattet wurde. Damit konnte zwar das zur Weltmeisterschaft zählende sechsstündige 1000-km-Rennen mit wenigen Dutzend Teilnehmern durchgeführt werden, aber kein 24-Stunden-Rennen mit über 100 Teilnehmern.

### Nach dem Umbau (1984 bis 1999)
Ab 1984 standen wesentlich geräumigere Garagen als Boxenanlage zur Verfügung und zudem ein direkt dahinter gelegenes neues Fahrerlager. Einschließlich der neuen Grand-Prix-Strecke wuchs die Gesamtrundenlänge auf 25,3 km. 1989 übertrug der Fernsehsender 3sat 24 Stunden lang live. Mitte der 1990er-Jahre, nachdem die DTM keine Rahmenrennen mehr ausgetragen und die Regeln nur noch seriennahe Gruppe-N-Tourenwagen erlaubt hatten, waren wieder die Amateure weitgehend unter sich und das Publikumsinteresse gering. 1996 und 1997 gewann mit der Nürburgerin Sabine Reck erstmals eine Frau ein 24-Stunden-Rennen und 1998 auch die VLN-Meisterschaft.
1998 traten zwei Werke mit Diesel-Fahrzeugen an, der Sieg des BMW 320d war eine Weltpremiere, für Stuck war es nach 28 Jahren der zweite Sieg.

### 1999 bis 2002

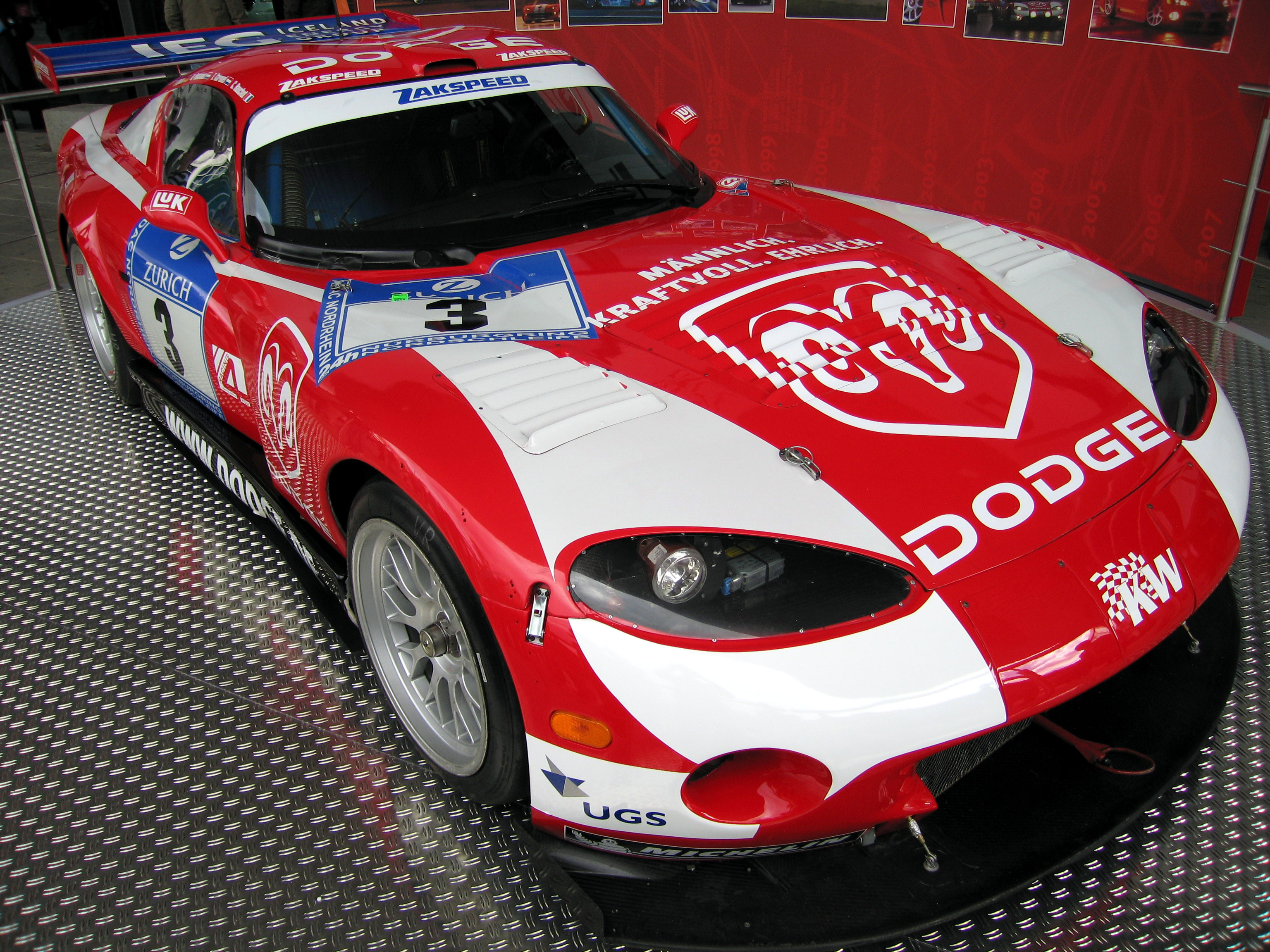
Gesamtsieger 1999, 2001 und 2002: Dodge Viper, Zakspeed

Einen deutlichen Einschnitt gab es 1999. Es wurden, auch in der VLN, nun stärkere und spektakuläre Autos zugelassen, insbesondere die Chrysler Viper GTS-R, die ORECA für den Einsatz in der FIA-GT-Meisterschaft entwickelt hatte und die nun mit Zakspeed am Ring dominierte, da die Porsche 993 weniger als halb so viel Hubraum hatten, aber Turboaufladung wie etwa beim FIA-GT2-Rennwagen Porsche 993 GT2 nicht bzw. nur mit Einschränkungen erlaubt war. Die Viper gewann das Rennen 1999 mit deutlichem Vorsprung. Im Folgejahr musste die Viper jedoch mit deutlich höherem Gewicht antreten, sodass der neue, werksunterstützte Porsche 996 GT3 RS gewinnen konnte. In den Jahren 2001 und 2002 gewann die nun wieder mit geringerem Gewicht startende Viper erneut relativ ungefährdet.
Als Zuschauerattraktion nahmen zu dieser Zeit unter anderem auch ein Citroën in Taxi-Aufmachung oder ein VW-Bus am Rennen teil, zudem wurden ein Lamborghini Diablo oder ein Ex-DTM-Calibra für wenige Runden bewegt.

### Seit 2003

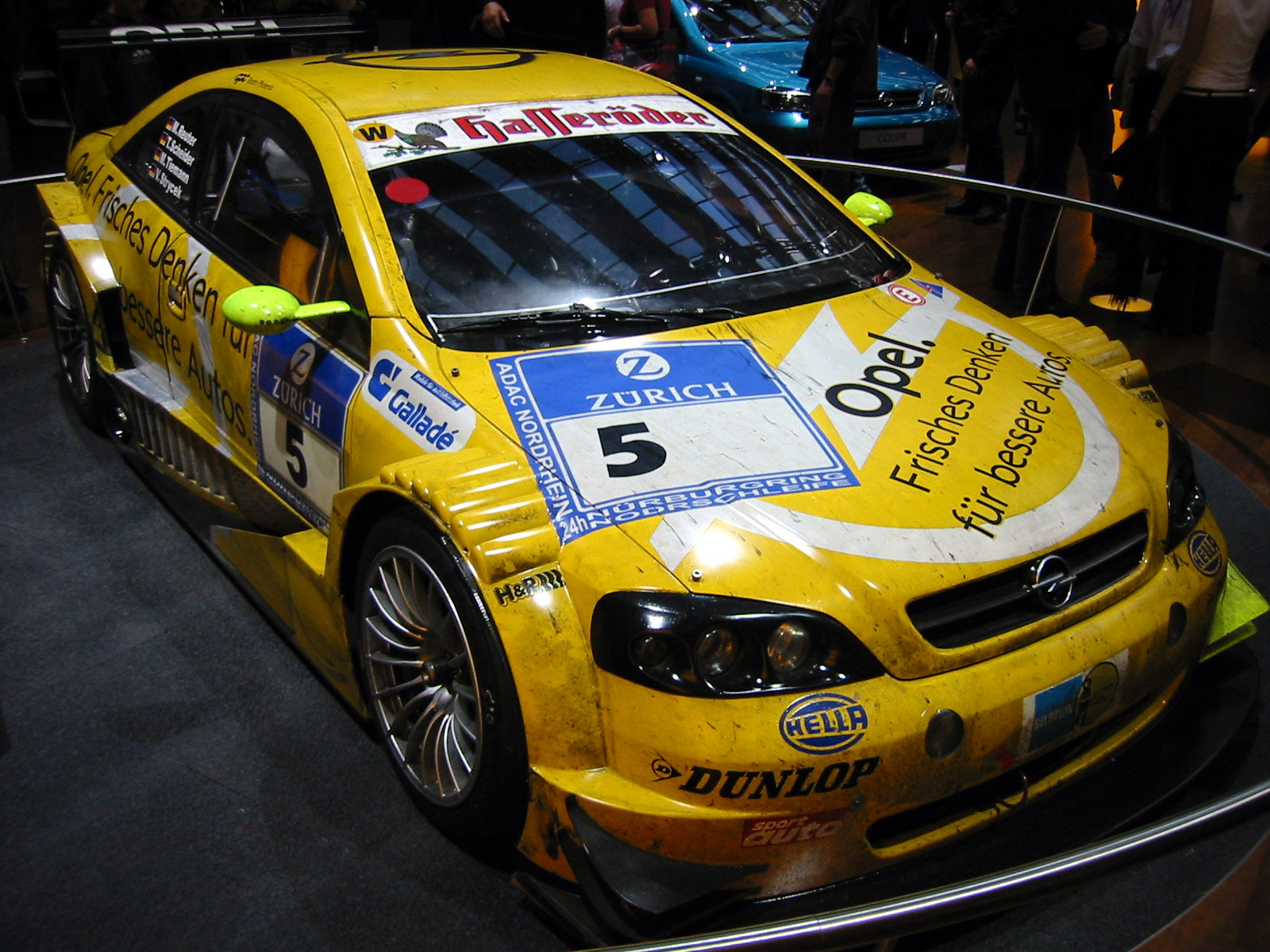
Gesamtsieger 2003: Opel Astra V8 Coupé, OPC Team Phoenix

Der Sieg von Zakspeed mit der Viper im Jahr 2002 bedeutete auch das Ende der erfolgreichen Privatteams beim 24-Stunden-Rennen. Seit 2003 gewannen nur noch reine Werksteams oder Teams mit Werksunterstützung und einer entsprechenden finanziellen Ausstattung das Rennen. Den Anfang machte Opel 2003, die zum ersten und bislang einzigen Mal das Rennen mit einem Opel Astra V8 Coupé aus der DTM gewinnen konnten. Abt setzte ebenfalls – als Werksteam von Audi – einen modifizierten DTM-Wagen ein und BMW reaktivierte den M3 GTR V8 aus der American Le Mans Series der Saison 2001. Die DTM-Teams waren nur noch im Jahr 2004 am Start, nach einem Doppelerfolg des BMW M3 GTR 2004 und 2005 dominieren seit 2006 die Fahrzeuge der Gruppe GT3 die Rennen. In diesem Jahr gewann auch zum ersten Mal die Mannschaft von Olaf Manthey, der bereits unzählige Male erfolglos am Rennen teilgenommen hatte. Manthey Racing gewann auch die drei folgenden Jahre sowie im Jahr 2011. 2012 gewann zum ersten Mal ein Audi das 24-Stunden-Rennen, das Fahrzeug wurde vom Team Phoenix eingesetzt. Im Jahr 2013 folgte der Premierensieg für ein Fahrzeug der Marke Mercedes-Benz.

## Liste der Gesamtsieger
| Jahr | Team                                      | Gesamtsieger                                                                | Fahrzeug                    | Runden                      | Distanz in km               | Gestartet                   | Gewertet                    | Bemerkungen |
| ---- | ----------------------------------------- | --------------------------------------------------------------------------- | --------------------------- | --------------------------- | --------------------------- | --------------------------- | --------------------------- | --- |
| 1970 | Koepchen BMW Tuning                       | Hans-Joachim Stuck Clemens Schickentanz                                     | BMW 2002 TI                 | 123                         | 2808,71                     | 99                          | 54                          | |
| 1971 | Alpina                                    | Ferfried von Hohenzollern Gerold Pankl                                      | BMW 2002 Alpina             | 125                         | 2854,38                     | 99                          | 42                          | |
| 1972 | Alpina                                    | Helmut Kelleners Gerold Pankl                                               | BMW 2800 CS Alpina          | 145                         | 3311,07                     | 100                         | 38                          | |
| 1973 | Jägermeister und Alpina Racing Team       | Hans-Peter Joisten Niki Lauda                                               | BMW Coupé 3,3               | 95                          | 2169,32                     | 105                         | 57                          | 8 Stunden Nachtruhe nach Mitternacht                                                                                       |
| 1974 | Kein Rennen (Ölpreiskrise)                | Kein Rennen (Ölpreiskrise)                                                  | Kein Rennen (Ölpreiskrise)  | Kein Rennen (Ölpreiskrise)  | Kein Rennen (Ölpreiskrise)  | Kein Rennen (Ölpreiskrise)  | Kein Rennen (Ölpreiskrise)  | Kein Rennen (Ölpreiskrise)                                                                                                 |
| 1975 | Kein Rennen (Ölpreiskrise)                | Kein Rennen (Ölpreiskrise)                                                  | Kein Rennen (Ölpreiskrise)  | Kein Rennen (Ölpreiskrise)  | Kein Rennen (Ölpreiskrise)  | Kein Rennen (Ölpreiskrise)  | Kein Rennen (Ölpreiskrise)  | Kein Rennen (Ölpreiskrise)                                                                                                 |
| 1976 |                                           | Fritz Müller Herbert Hechler Karl-Heinz Quirin                              | Porsche 911 Carrera 3,0     | 134                         | 3059,89                     | 91                          | 70                          | |
| 1977 |                                           | Fritz Müller Herbert Hechler                                                | Porsche 911 Carrera RS      | 140                         | 3196,90                     | 112                         | 68                          | |
| 1978 | Müllerbräu-Valvoline-Racing               | Fritz Müller Herbert Hechler Franz Gschwendtner                             | Porsche 911 Carrera RS      | 142                         | 3242,57                     | 113                         | 62                          | |
| 1979 | Sports Car Club of Stuttgart              | Herbert Kummle Karl Mauer Winfried Vogt                                     | Ford Escort RS2000          | 140                         | 3196,90                     | 109                         | 71                          | |
| 1980 | Ford Berkenkamp Racing                    | Dieter Selzer Wolfgang Wolf Matthias Schneider                              | Ford Escort RS2000          | 137                         | 3128,40                     | 130                         | 75                          | |
| 1981 | Gilden Kölsch Racing Team                 | Dieter Gartmann Fritz Müller Helmut Döring                                  | Ford Capri 3,0              | 132                         | 3014,22                     | 147                         | 87                          | |
| 1982 | Gilden Kölsch Racing Team                 | Dieter Gartmann Klaus Ludwig Klaus Niedzwiedz                               | Ford Capri 3,0              | 138                         | 3151,23                     | 152                         | 94                          | |
| 1983 | Kein Rennen (Umbauarbeiten)               | Kein Rennen (Umbauarbeiten)                                                 | Kein Rennen (Umbauarbeiten) | Kein Rennen (Umbauarbeiten) | Kein Rennen (Umbauarbeiten) | Kein Rennen (Umbauarbeiten) | Kein Rennen (Umbauarbeiten) | Kein Rennen (Umbauarbeiten)                                                                                                |
| 1984 | Auto Budde                                | Axel Felder Franz-Josef Bröhling Peter Oberndorfer                          | BMW 635 CSi                 | 127                         | 3219,45                     | 133                         | 80                          | |
| 1985 | Auto Budde                                | Axel Felder Jürgen Hamelmann Robert Walterscheid-Müller                     | BMW 635                     | 128                         | 3244,80                     | 115                         | 77                          | |
| 1986 | Auto Budde                                | Markus Oestreich Otto Rensing Winni Vogt                                    | BMW 325 i                   | 130                         | 3295,50                     | 154                         | 91                          | |
| 1987 | Ford Texaco Racing Team                   | Klaus Ludwig Klaus Niedzwiedz Steve Soper                                   | Ford Sierra RS500           | 135                         | 3422,25                     | 180                         | 96                          | Erster Sieg eines Fahrzeugs mit Turbolader                                                                                 |
| 1988 | Dören Motorsport                          | Edgar Dören Gerhard Holup Peter Faubel                                      | Porsche 911 Carrera RSR     | 140                         | 3549,00                     | 183                         | 110                         | |
| 1989 | Schnitzer Motorsport                      | Emanuele Pirro Roberto Ravaglia Fabien Giroix                               | BMW M3 E30                  | 143                         | 3626,34                     | 153                         | 94                          | |
| 1990 | Linder M Team                             | Altfrid Heger Joachim Winkelhock Frank Schmickler                           | BMW M3 E30                  | 144                         | 3651,70                     | 180                         | 115                         | Erste Podiumsplatzierung einer Frau (Ellen Lohr, 2. Platz)                                                                 |
| 1991 | Schnitzer Motorsport                      | Armin Hahne Joachim Winkelhock Kris Nissen                                  | BMW M3 E30                  | 138                         | 3499,54                     | 180                         | 115                         | |
| 1992 | FINA Motorsport Team                      | Jean-Michel Martin Christian Danner Johnny Cecotto Marc Duez                | BMW M3 E30                  | 76                          | 1927,28                     | 182                         | 145                         | Safety-Car-Phase von 18:10 Uhr bis 22:00 Uhr die hinter dem Safety Car gefahrenen Runden flossen nicht in die Wertung ein. |
| 1993 | Konrad Motorsport                         | Antônio de Azevedo Hermann Franz Konrad Örnulf Wirdheim Frank Katthöfer     | Porsche 911 Carrera         | 129                         | 3271,31                     | 175                         | 128                         | |
| 1994 |                                           | Karl-Heinz Wlazik Frank Katthöfer Fred Rosterg                              | BMW M3 E36                  | 106                         | 2688,05                     | 142                         | 101                         | Rennunterbrechung von 7 bis 10 Uhr wegen eines Sturms                                                                      |
| 1995 | Team Bigazzi                              | Roberto Ravaglia Marc Duez Alexander Burgstaller                            | BMW 320i                    | 129                         | 3271,96                     | 149                         | 101                         | |
| 1996 | Scuderia Augustusburg Brühl e. V. im ADAC | Johannes Scheid Sabine Reck Hans Widmann                                    | BMW M3 E36                  | 135                         | 3423,47                     | 140                         | 85                          | Erster Gesamtsieg einer Frau                                                                                               |
| 1997 | Scuderia Augustusburg Brühl e. V. im ADAC | Johannes Scheid Sabine Reck Hans-Jürgen Tiemann Peter Zakowski              | BMW M3 E36                  | 126                         | 3195,23                     | 133                         | 95                          | |
| 1998 | BMW Motorsport                            | Marc Duez Andreas Bovensiepen Christian Menzel Hans-Joachim Stuck           | BMW 320d                    | 137                         | 3474,18                     | 153                         | 105                         | Erster und einziger Gesamtsieg eines Fahrzeugs mit Dieselmotor                                                             |
| 1999 | Zakspeed                                  | Marc Duez Peter Zakowski Hans-Jürgen Tiemann Klaus Ludwig                   | Chrysler Viper GTS-R        | 143                         | 3626,34                     | 201                         | 140                         | |
| 2000 | Team Phoenix                              | Bernd Mayländer Michael Bartels Uwe Alzen Altfrid Heger                     | Porsche 996 GT3-R           | 145                         | 3677,05                     | 220                         | 152                         | |
| 2001 | Zakspeed                                  | Peter Zakowski Pedro Lamy Michael Bartels                                   | Chrysler Viper GTS-R        | 147                         | 3727,77                     | 214                         | 154                         | |
| 2002 | Zakspeed                                  | Peter Zakowski Pedro Lamy Robert Lechner                                    | Chrysler Viper GTS-R        | 141                         | 3658,53                     | 202                         | 143                         | |
| 2003 | Phoenix-Opel                              | Manuel Reuter Timo Scheider Marcel Tiemann Volker Strycek                   | Opel Astra V8 Coupé         | 143                         | 3710,42                     | 222                         | 154                         | |
| 2004 | Schnitzer Motorsport                      | Dirk Müller Jörg Müller Hans-Joachim Stuck Pedro Lamy                       | BMW M3 GTR                  | 143                         | 3483,19                     | 221                         | 160                         | |
| 2005 | Schnitzer Motorsport                      | Pedro Lamy Boris Said Duncan Huisman Andy Priaulx                           | BMW M3 GTR                  | 139                         | 3527,54                     | 224                         | 133                         | |
| 2006 | Manthey Racing                            | Lucas Luhr Timo Bernhard Mike Rockenfeller Marcel Tiemann                   | Porsche 996 GT3-MR          | 151                         | 3832,08                     | 226                         | 141                         | |
| 2007 | Manthey Racing                            | Marc Lieb Timo Bernhard Romain Dumas Marcel Tiemann                         | Porsche 997 GT3 RSR         | 112                         | 2842,34                     | 229                         | 157                         | 6 Stunden Unterbrechung wegen Nebel                                                                                        |
| 2008 | Manthey Racing                            | Marc Lieb Timo Bernhard Romain Dumas Marcel Tiemann                         | Porsche 997 GT3 RSR         | 148                         | 3755,94                     | 223                         | 150                         | |
| 2009 | Manthey Racing                            | Marc Lieb Timo Bernhard Romain Dumas Marcel Tiemann                         | Porsche 997 GT3 RSR         | 155                         | 3933,59                     | 172                         | 118                         | |
| 2010 | Schnitzer Motorsport                      | Jörg Müller Augusto Farfus Uwe Alzen Pedro Lamy                             | BMW M3 GT2                  | 154                         | 3908,21                     | 200                         | 123                         | |
| 2011 | Manthey Racing                            | Marc Lieb Timo Bernhard Romain Dumas Lucas Luhr                             | Porsche 997 GT3 RSR         | 156                         | 3958,97                     | 202                         | 135                         | |
| 2012 | Team Phoenix                              | Marc Basseng Christopher Haase Frank Stippler Markus Winkelhock             | Audi R8 LMS ultra           | 155                         | 3933,59                     | 171                         | 111                         | |
| 2013 | Black Falcon                              | Bernd Schneider Jeroen Bleekemolen Sean Edwards Nicki Thiim                 | Mercedes-Benz SLS AMG GT3   | 88                          | 2233,26                     | 176                         | 135                         | 9 Stunden Unterbrechung wegen Regen und Nebel                                                                              |
| 2014 | Team Phoenix                              | Christopher Haase Markus Winkelhock Christian Mamerow René Rast             | Audi R8 LMS ultra           | 159                         | 4035,10                     | 167                         | 110                         | |
| 2015 | Audi Sport Team WRT                       | Christopher Mies Edward Sandström Nico Müller Laurens Vanthoor              | Audi R8 LMS                 | 156                         | 3958,97                     | 152                         | 102                         | |
| 2016 | Black Falcon                              | Bernd Schneider Maro Engel Adam Christodoulou Manuel Metzger                | Mercedes-AMG GT3            | 134                         | 3400,65                     | 158                         | 101                         | 3,5 Stunden Unterbrechung wegen Hagel                                                                                      |
| 2017 | Land Motorsport                           | Christopher Mies Connor De Phillippi Markus Winkelhock Kelvin van der Linde | Audi R8 LMS (2016)          | 158                         | 4009,72                     | 160                         | 109                         | |
| 2018 | Manthey Racing                            | Richard Lietz Patrick Pilet Frédéric Makowiecki Nick Tandy                  | Porsche 911 GT3 R           | 135                         | 3426,03                     | 150                         | 106                         | ca. 2h Unterbrechung wegen Nebel                                                                                           |
| 2019 | Team Phoenix                              | Pierre Kaffer Frank Stippler Dries Vanthoor Frédéric Vervisch               | Audi R8 LMS                 | 157                         | 3984,35                     | 149                         | 101                         | |
| 2020 | Rowe Racing                               | Nicky Catsburg Alexander Sims Nick Yelloly                                  | BMW M6 GT3                  | 85                          | 2157,13                     | 97                          | 74                          | ca. 9,5 Stunden Unterbrechung wegen Regen                                                                                  |
| 2021 | Manthey-Racing                            | Matteo Cairoli Michael Christensen Kévin Estre                              | Porsche 911 GT3 R           | 59                          | 1497,30                     | 121                         | 99                          | knapp 14,5 Stunden Unterbrechung wegen Nebel                                                                               |
| 2022 | Team Phoenix                              | Kelvin van der Linde Dries Vanthoor Frederic Vervisch Robin Frijns          | Audi R8 LMS GT3             | 159                         | 4035,10                     | 135                         | 93                          | |
| 2023 | Frikadelli Racing                         | Earl Bamber Nick Catsburg David Pittard Felipe Fernandez Laser              | Ferrari 296 GT3             | 162                         | 4111,24                     | 135                         | 88                          | |
| 2024 | Scherer Sport PHX                         | Frank Stippler Christopher Mies Ricardo Feller Dennis Marschall             | Audi R8 LMS GT3             | 50                          | 1268,90                     | 127                         | 105                         | knapp 14 Stunden Unterbrechung wegen Nebel und vorzeitig beendet                                                           |
| 2025 | Rowe Racing                               | Augusto Farfus Jesse Krohn Raffaele Marciello Kelvin van der Linde          | BMW M4 GT3 EVO              | 141                         | 3578,30                     | 134                         | 88                          | ca. 2 Stunden Unterbrechung wegen Stromausfalls                                                                            |

## Siege nach Fahrern

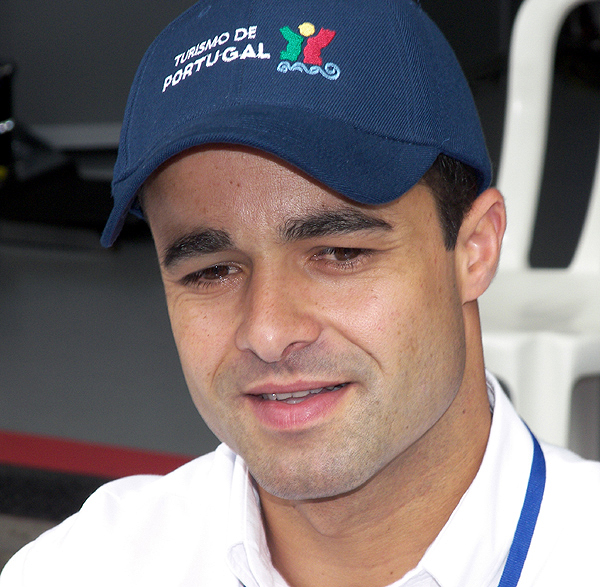
Pedro Lamy

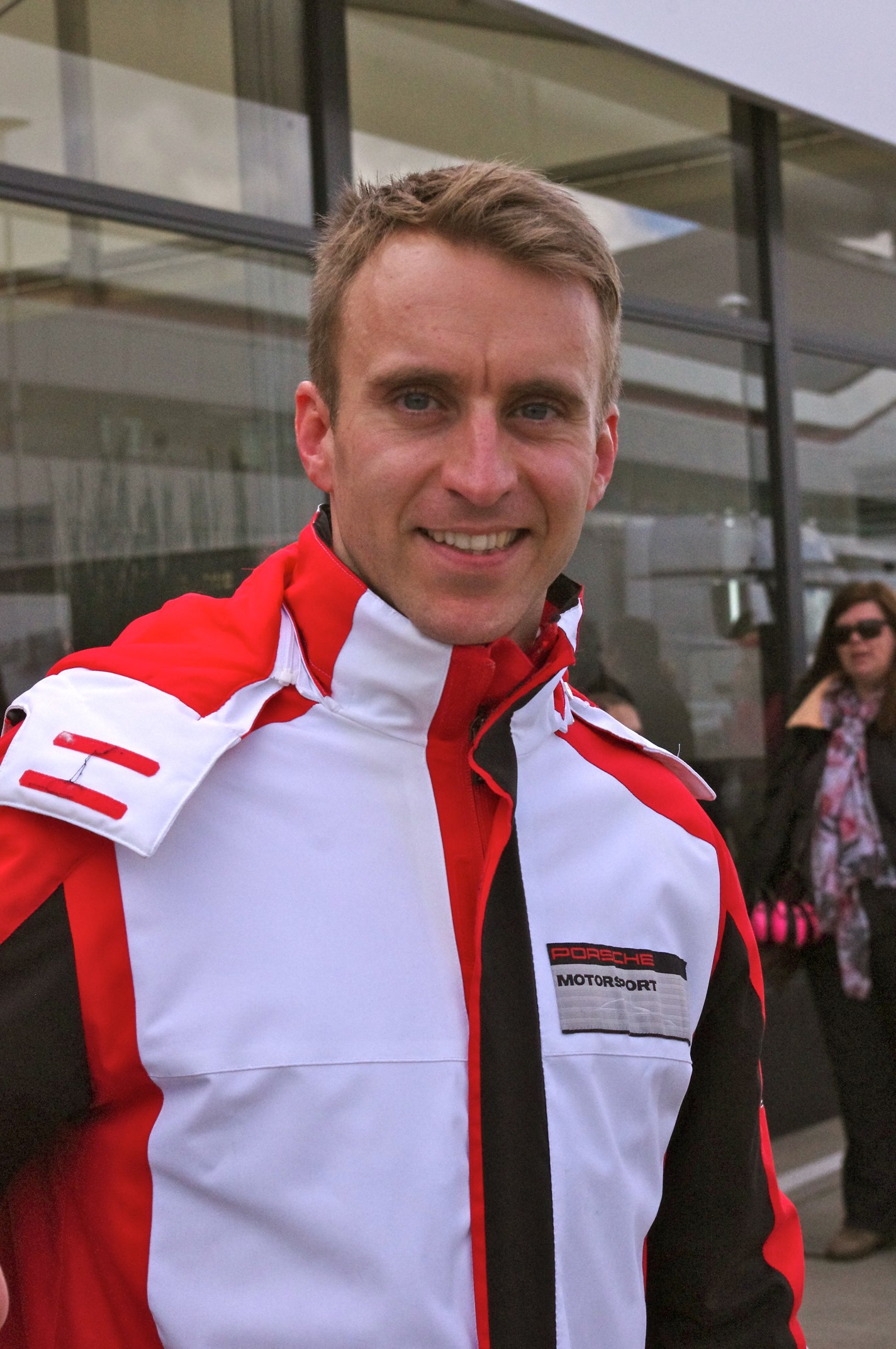
Timo Bernhard

| Siege | Fahrer                          | Jahre                        |
| ----- | ------------------------------- | ---------------------------- |
| 5     | Pedro Lamy                      | 2001, 2002, 2004, 2005, 2010 |
| 5     | Marcel Tiemann                  | 2003, 2006, 2007, 2008, 2009 |
| 5     | Timo Bernhard                   | 2006, 2007, 2008, 2009, 2011 |
| 4     | Fritz Müller                    | 1976, 1977, 1978, 1981       |
| 4     | Marc Duez                       | 1992, 1995, 1998, 1999       |
| 4     | Peter Zakowski                  | 1997, 1999, 2001, 2002       |
| 4     | Marc Lieb                       | 2007, 2008, 2009, 2011       |
| 4     | Romain Dumas                    | 2007, 2008, 2009, 2011       |
| 3     | Herbert Hechler                 | 1976, 1977, 1978             |
| 3     | Klaus Ludwig                    | 1982, 1987, 1999             |
| 3     | Hans-Joachim Stuck              | 1970, 1998, 2004             |
| 3     | Markus Winkelhock               | 2012, 2014, 2017             |
| 3     | Frank Stippler                  | 2012, 2019, 2024             |
| 3     | Christopher Mies                | 2015, 2017, 2024             |
| 3     | Kelvin van der Linde            | 2017, 2022, 2025             |
| 2     | Gerold Pankl sen.               | 1971, 1972                   |
| 2     | Dieter Gartmann                 | 1981, 1982                   |
| 2     | Axel Felder                     | 1984, 1985                   |
| 2     | Winfried Vogt                   | 1979, 1986                   |
| 2     | Klaus Niedzwiedz                | 1982, 1987                   |
| 2     | Joachim Winkelhock              | 1990, 1991                   |
| 2     | Frank Katthöfer                 | 1993, 1994                   |
| 2     | Roberto Ravaglia                | 1989, 1995                   |
| 2     | Johannes Scheid                 | 1996, 1997                   |
| 2     | Sabine Reck                     | 1996, 1997                   |
| 2     | Hans-Jürgen Tiemann             | 1997, 1999                   |
| 2     | Altfrid Heger                   | 1990, 2000                   |
| 2     | Michael Bartels                 | 2000, 2001                   |
| 2     | Uwe Alzen                       | 2000, 2010                   |
| 2     | Jörg Müller                     | 2004, 2010                   |
| 2     | Lucas Luhr                      | 2006, 2011                   |
| 2     | Christopher Haase               | 2012, 2014                   |
| 2     | Bernd Schneider                 | 2013, 2016                   |
| 2     | Dries Vanthoor                  | 2019, 2022                   |
| 2     | Frédéric Vervisch               | 2019, 2022                   |
| 2     | Nicky Catsburg                  | 2020, 2023                   |
| 2     | Augusto Farfus                  | 2010, 2025                   |
| 1     | Clemens Schickentanz            | 1970                         |
| 1     | Ferfried Prinz von Hohenzollern | 1971                         |
| 1     | Helmut Kelleners                | 1972                         |
| 1     | Hans Peter Joisten              | 1973                         |
| 1     | Niki Lauda                      | 1973                         |
| 1     | Karl-Heinz Quirin               | 1976                         |
| 1     | Franz Gschwendtner              | 1978                         |
| 1     | Herbert Kummle                  | 1979                         |
| 1     | Karl Mauer                      | 1979                         |
| 1     | Matthias Schneider              | 1980                         |
| 1     | Dieter Selzer                   | 1980                         |
| 1     | Wolfgang Wolf                   | 1980                         |
| 1     | Helmut Döring                   | 1981                         |
| 1     | Franz-Josef Bröhling            | 1984                         |
| 1     | Peter Oberndorfer               | 1984                         |
| 1     | Jürgen Hamelmann                | 1985                         |
| 1     | Robert Walterscheid-Müller      | 1985                         |
| 1     | Markus Oestreich                | 1986                         |
| 1     | Otto Rensing                    | 1986                         |
| 1     | Steve Soper                     | 1987                         |
| 1     | Edgar Dören                     | 1988                         |
| 1     | Peter Faubel                    | 1988                         |
| 1     | Gerhard Holup                   | 1988                         |
| 1     | Fabien Giroix                   | 1989                         |
| 1     | Emanuele Pirro                  | 1989                         |
| 1     | Frank Schmickler                | 1990                         |
| 1     | Armin Hahne                     | 1991                         |
| 1     | Kris Nissen                     | 1991                         |
| 1     | Johnny Cecotto                  | 1992                         |
| 1     | Christian Danner                | 1992                         |
| 1     | Jean-Michel Martin              | 1992                         |
| 1     | Antônio de Azevedo Hermann      | 1993                         |
| 1     | Franz Konrad                    | 1993                         |
| 1     | Örnulf Wirdheim                 | 1993                         |
| 1     | Fred Rosterg                    | 1994                         |
| 1     | Karl-Heinz Wlazik               | 1994                         |
| 1     | Alexander Burgstaller           | 1995                         |
| 1     | Hans Widmann                    | 1996                         |
| 1     | Andreas Bovensiepen             | 1998                         |
| 1     | Christian Menzel                | 1998                         |
| 1     | Bernd Mayländer                 | 2000                         |
| 1     | Robert Lechner                  | 2002                         |
| 1     | Manuel Reuter                   | 2003                         |
| 1     | Timo Scheider                   | 2003                         |
| 1     | Volker Strycek                  | 2003                         |
| 1     | Dirk Müller                     | 2004                         |
| 1     | Duncan Huismann                 | 2005                         |
| 1     | Andy Priaulx                    | 2005                         |
| 1     | Boris Said                      | 2005                         |
| 1     | Mike Rockenfeller               | 2006                         |
| 1     | Marc Basseng                    | 2012                         |
| 1     | Jeroen Bleekemolen              | 2013                         |
| 1     | Sean Edwards                    | 2013                         |
| 1     | Nicki Thiim                     | 2013                         |
| 1     | Christian Mamerow               | 2014                         |
| 1     | René Rast                       | 2014                         |
| 1     | Edward Sandström                | 2015                         |
| 1     | Nico Müller                     | 2015                         |
| 1     | Laurens Vanthoor                | 2015                         |
| 1     | Maro Engel                      | 2016                         |
| 1     | Adam Christodoulou              | 2016                         |
| 1     | Manuel Metzger                  | 2016                         |
| 1     | Connor De Phillippi             | 2017                         |
| 1     | Richard Lietz                   | 2018                         |
| 1     | Patrick Pilet                   | 2018                         |
| 1     | Frédéric Makowiecki             | 2018                         |
| 1     | Nick Tandy                      | 2018                         |
| 1     | Pierre Kaffer                   | 2019                         |
| 1     | Alexander Sims                  | 2020                         |
| 1     | Nick Yelloly                    | 2020                         |
| 1     | Matteo Cairoli                  | 2021                         |
| 1     | Michael Christensen             | 2021                         |
| 1     | Kévin Estre                     | 2021                         |
| 1     | Robin Frijns                    | 2022                         |
| 1     | Earl Bamber                     | 2023                         |
| 1     | David Pittard                   | 2023                         |
| 1     | Felipe Fernandez Laser          | 2023                         |
| 1     | Dennis Marschall                | 2024                         |
| 1     | Ricardo Feller                  | 2024                         |
| 1     | Jesse Krohn                     | 2025                         |
| 1     | Raffaele Marciello              | 2025                         |

## Siege nach Konstrukteuren

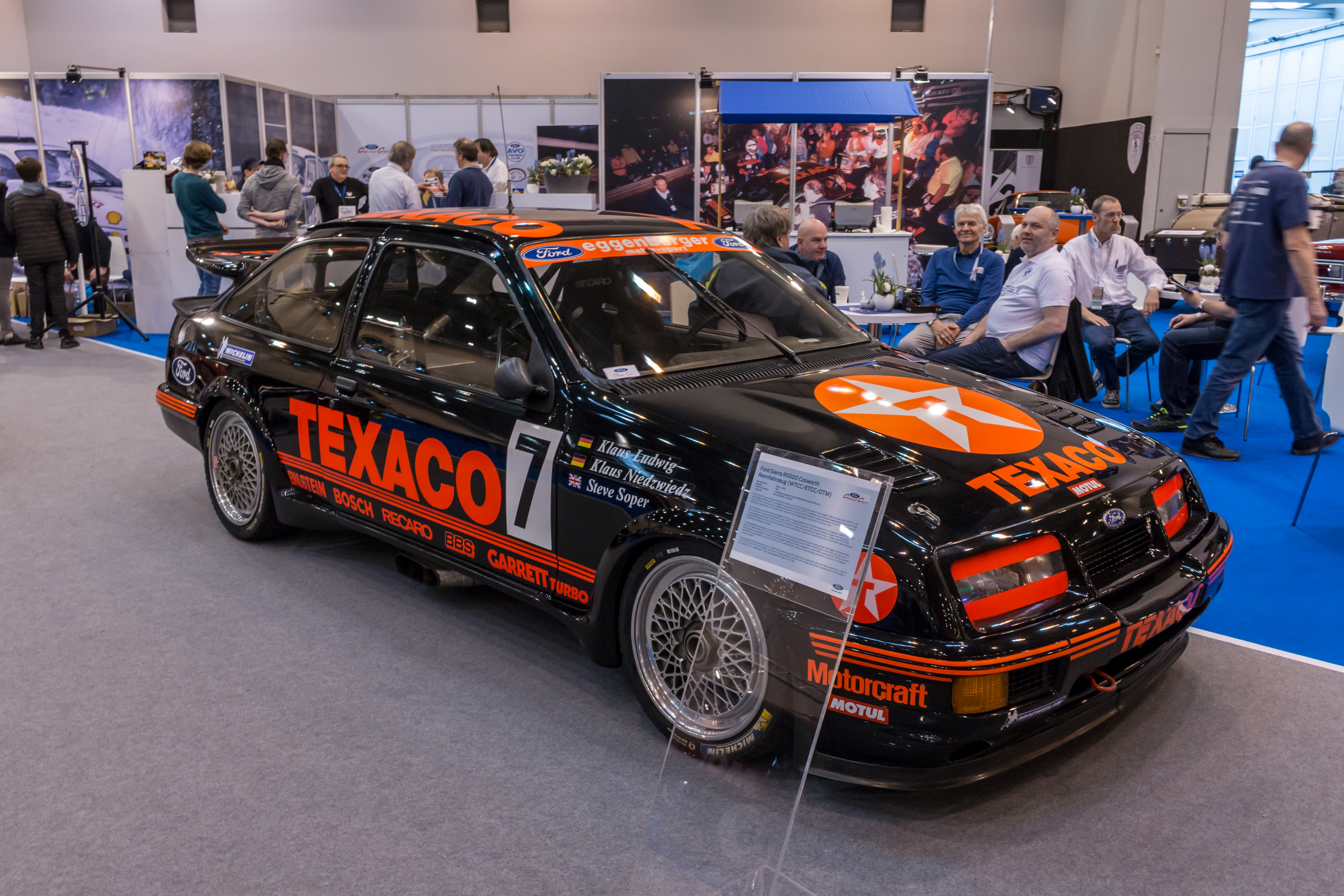
Sierra RS500, Pole- und Siegfahrzeug von Ludwig, Niedzwiedz und Soper 1987

| Siege | Konstrukteur | Jahre                                                                     |
| ----- | ------------ | ------------------------------------------------------------------------- |
| 21    | BMW          | 1970–1973, 1984–1986, 1989–1992, 1994–1998, 2004, 2005, 2010, 2020, 2025, |
| 13    | Porsche      | 1976–1978, 1988, 1993, 2000, 2006–2009, 2011, 2018, 2021                  |
| 7     | Audi         | 2012, 2014, 2015, 2017, 2019, 2022, 2024                                  |
| 5     | Ford         | 1979–1982, 1987                                                           |
| 3     | Chrysler     | 1999, 2001, 2002                                                          |
| 2     | Mercedes     | 2013, 2016                                                                |
| 1     | Opel         | 2003                                                                      |
| 1     | Ferrari      | 2023                                                                      |